# インプラカブル級航空母艦
インプラカブル級航空母艦 (Implacable class aircraft carrier) は、イギリス海軍の航空母艦。イラストリアス級航空母艦の改型として2隻が建造された。

## 概要
本級は「インドミタブル」の設計を改良し二段式格納庫を装備した。格納庫は4.5mの高さしかなく、限られた機種しか運用できなかった。
近代化計画は戦後に考えられ、二段式格納庫を6.5mの高さを持つ一段式に変更する予定であった。しかしながら改修の予算を確保できず、短期の経歴後に退役することとなった。

## 設計

### 兵装
この艦の主武装は、16門のQF4.5インチ(110mm)MarkII兼用砲で、船体の両側のスポンソンに4門ずつ、8門の動力式RP10MkII**連装砲塔を備えていた。イラストリアス級航空母艦とは異なり、砲塔の屋根は飛行甲板と同じ高さの平らなものであった。砲の最大射程は仰角+45°で20,760ヤード（18,980m）、天井は41,000フィート（12,000m）だった。軽対空防御にはQF 2ポンド砲8連装5基、艦橋前方の飛行甲板に2基、艦橋後部に1基、船体の舷側のスポンソン内に2基あった。2ポンド砲の最大射程は6,800ヤード（6,200m）であった。2隻はまた、約60門のエリコン20mm機関砲を単装および連装砲で装備していた。これらの砲は最大射程4,800ヤード（4,400m）であったが、20mm砲では神風特攻隊の特攻機が艦に当たる前に破壊することができないため、太平洋戦争への移行時に多くが40mmボフォースAA砲に換装された。ボフォース砲の最大射程は10,750ヤード（9,830m）であった。1945年にイギリス太平洋艦隊に加わる前に、インプラカブルに4連装のポンポン砲が2基追加されている。戦後、さらに多くのエリコン砲がボフォース砲と交換された。1946年4月までに、インプラカブル級の2隻はそれぞれ11～12門のボフォース砲と19～30門のエリコン砲を搭載していた。
4.5インチ砲は4基のMkV*(M)火器管制システムによって制御され、それぞれに285型砲術レーダーが搭載されていました。2基の火器管制官は飛行甲板上、艦橋の前方と後方にそれぞれ1基ずつ、3基目は排煙用ファンネル後方の艦橋上、4基目は飛行甲板下の船体の左舷側に配置された。各監督はそのデータをフューズ・キーピング・クロックAA火器管制システムに送り、砲術の計算を行った。各ポンポン砲には、射程距離専用の282型砲術レーダーを搭載した独自のMkIVが用意されていた。

### 防御
インプラカブル級は飛行甲板を3インチ（76mm）の装甲で保護していた。格納庫の側面は、500ポンド（230kg）の半徹甲弾による低空攻撃から格納庫を守るために1.5インチ（38mm）の厚さに設計されていたが、設計過程の後半に、下部格納庫の高さを減らすというコストをかけて2インチ（51mm）の厚さになったとされている。海軍史家のノーマン・フリードマンは「皮肉なことに、この艦は実際には1.5インチの...装甲で建造されていたようだ」と書いている。格納庫の端は2インチの隔壁で保護されており、格納庫デッキの装甲は1.5～2.5インチ（38～64mm）の厚さがある。
水線装甲帯の厚さは4.5インチ（114mm）であったが、艦の中央部のみを覆って装甲シタデルを形成していた。水線装甲帯は1.5～2インチの横隔壁で前後に閉じられていた。水中防御システムは、イラストリアス級で採用された液体と空気を充填して仕切られた複層状で、750ポンド（340kg）の爆薬に抵抗できると推定された。4.5インチ砲の弾倉は装甲城壁の外側にあり、2～3インチ厚の屋根、4.5インチの側面、1.5～2インチの端部で保護されていた。

### その他
インプラカブル級艦のレーダー群の詳細については、公表されている資料では容易に知ることができない。艦橋上部に277式地表捜索・高度探知レーダー、フォアマストに293式目標表示レーダーが装備されていたと思われる。この艦は恐らく279型と281B型早期警戒レーダーを搭載しており、これは戦争末期にイラストリアス級空母「ビクトリアス」に搭載されたレーダーをベースにしている。

## 同型艦
| #   | 艦名                                     | 建造所                                                    | 起工           | 進水            | 就役           | 退役       | 備考 |
| --- | ---------------------------------------- | --------------------------------------------------------- | -------------- | --------------- | -------------- | ---------- | ---- |
| R86 | インプラカブル HMS Implacable            | フェアフィールド クライド造船所                           | 1939年 2月21日 | 1942年 12月10日 | 1944年 3月22日 | 1954年 9月 |      |
| R10 | インディファティガブル HMS Indefatigable | ジョン・ブラウン・アンド・カンパニー クライドバンク造船所 | 1939年 11月3日 | 1942年 12月8日  | 1943年 12月8日 | 1954年 9月 |      |